# Aleksiej Wojewodin
Aleksiej Nikołajewicz Wojewodin (rosyjski: Алексей Николаевич Воеводин) (ur. 9 sierpnia 1970 w Marat koło Penzy) – rosyjski chodziarz. W 2004 roku na igrzyskach olimpijskich w Atenach zdobył brązowy medal na dystansie 50 km. W 2005 roku na mistrzostwach świata w Helsinkach zdobył srebrny medal na dystansie 50 km, na tym samym dystansie sięgnął po srebro mistrzostw Europy (Monachium 2002).
Dwukrotny triumfator pucharu świata w chodzie (chód na 50 km, Turyn 2002 & Naumburg 2004).
Na Wojewodina nałożono karę dwuletniej dyskwalifikacji za stosowanie niedozwolonych środków dopingowych (9.9.2008 – 8.9.2010) a także anulowano jego rezultaty uzyskane od 20 kwietnia 2008.

## Rekordy życiowe
- chód na 20 km - 1:19:31 (1998)
- chód na 50 km - 3:38:01 (2003)